# Raffiuoli
I raffiuoli, o, in maniera italianizzata, raffioli, sono dolci natalizi tipici della tradizione della cucina napoletana.

## Descrizione
Sono fatti di una pasta simile al pan di Spagna e ricoperti di una glassa bianca a base di zucchero. Hanno forma ellittica.
I raffiuoli, sono spesso venduti, nella tradizione napoletana, insieme a mustaccioli, roccocò e susamielli.
Questo dolce deve il suo nome ai ravioli di pasta fresca tipici del Nord Italia, infatti fu proprio a loro che nel Settecento, le monache benedettine del monastero di San Gregorio Armeno, si ispirarono, dando vita a questo raviolo dolce.